# فرخنده هفت‌رنگ
فرخنده هفت‌رنگ (نام علمی: Tangara fastuosa) یک گونه آسیب‌پذیر از پرندگان خانواده فرخندگان و بومی جنگل‌های شمال شرق برزیل است. به‌طور کلی شبیه فرخنده سرفیروزه‌ای است. گونه‌ای که به‌طور گیج‌کننده‌ای در پرتغالی به نام فرخنده هفت‌رنگ (saíra-sete-cores) شناخته می‌شود.
فرخنده هفت‌رنگ، پرنده‌ای به طول ۱۳٫۵ سانتی‌متر است که به دلیل رنگ دیدنی پرهایش نامگذاری شده‌است.